# Bochumi Stadtbahn
A Bochumi Stadtbahn egy mindössze egy vonalból álló Stadtbahn-rendszer Németországban, amely összekapcsolja Bochum és Herne településeket. A 15 km hosszúságú vonalon összesen 21 állomás található, ebből 15 a föld alatt. Üzemeltetője a Bochum-Gelsenkirchener Straßenbahnen Aktiengesellschaft.
Része a Rhine-Ruhr Stadtbahn hálózatnak.

## Története
A Stadtbahn 1989. szeptember 2-án nyílt meg, az eredeti útvonala Castle Herne Strünkede és a főpályaudvar között vezetett. Később a vonalat meghosszabbították dél felé a pályaudvartól a Ruhr-University Bochum irányába. Ez a vonalszakasz 1993. november 28-án nyílt meg.
A Bochumi Stadtbahn tervezett hosszabbítását északnyugat felé Recklinghausenig és délkeletre Wittenig soha nem építették meg, mivel az érintett önkormányzatok önkormányzatok nem szálltak be a költségekbe.

## A vonal
A vonal 15 km hosszúságú és kb. kétharmada a föld felszín alatt, alagútban halad. A felszíni részen található négy szintbeli vasúti átjáró is, így nem tekinthető az üzem metrónak, inkább hasonlít a könnyűvasúthoz. Az egyetlen vonal az U35 jelölést kapta.

## Megállók
| Járat | Útvonal | Ütem                                            |
| ----- | --- | ----------------------------------------------- |
| U 35  | CampusLinie: Schloß Strünkede – Herne Bf – Herne Mitte – Archäologie-Museum/Kreuzkirche – Hölkeskampring – Berninghausstraße – Bochum-Rensingstraße – Riemke Markt – Zeche Constantin – Feldsieper Straße – Deutsches Bergbau-Museum – Bochum Rathaus (Nord) – Bochum Hbf – Oskar-Hoffmann-Straße – Waldring – Wasserstraße – Brenscheder Straße – Markstraße – Gesundheitscampus (im Bau) – Ruhr-Universität – Lennershof (BO) – Hustadt (TQ) | 10 perc (Herne–Riemke) 05 perc (Riemke–Hustadt) |

## Járművek
Az U35 vonal 25 szabványosított Stadtbahnwagen B sorozatú motorkocsit használ, melyeket a Duewag szállított, kiegészítve 6 Stadler Tango villamossal. Ezek mindegyike magaspadlós kialakítású, és függetlenek az alacsonypadlós NF6D sorozattól és a Variobahn sorozattól, amelyet a Bochum/Gelsenkirchen villamoshálózata használ.